# Eixample de Madrid

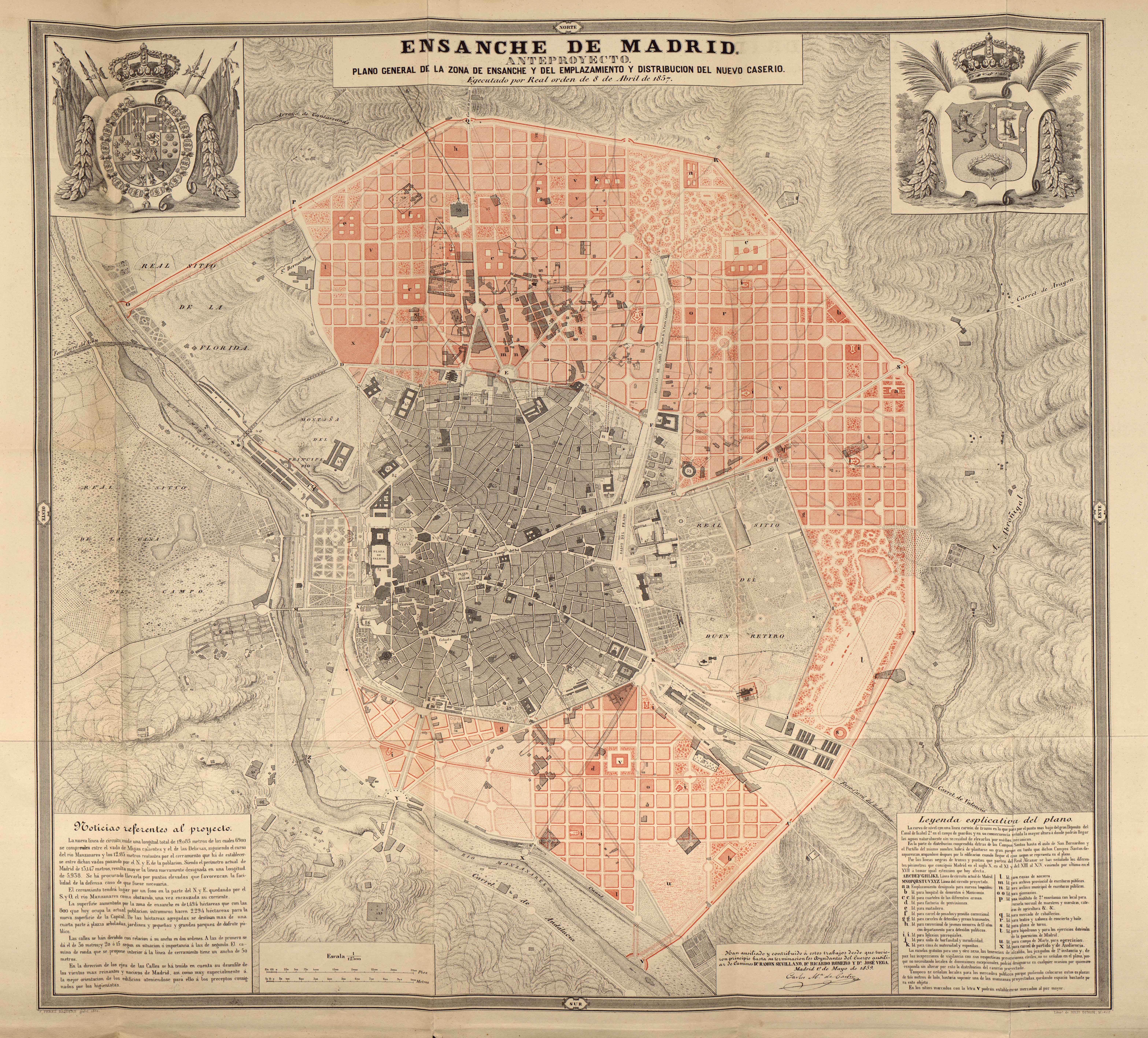
Mapa del projecte d'Eixample (en vermell) i la Vila de Madrid (en gris)

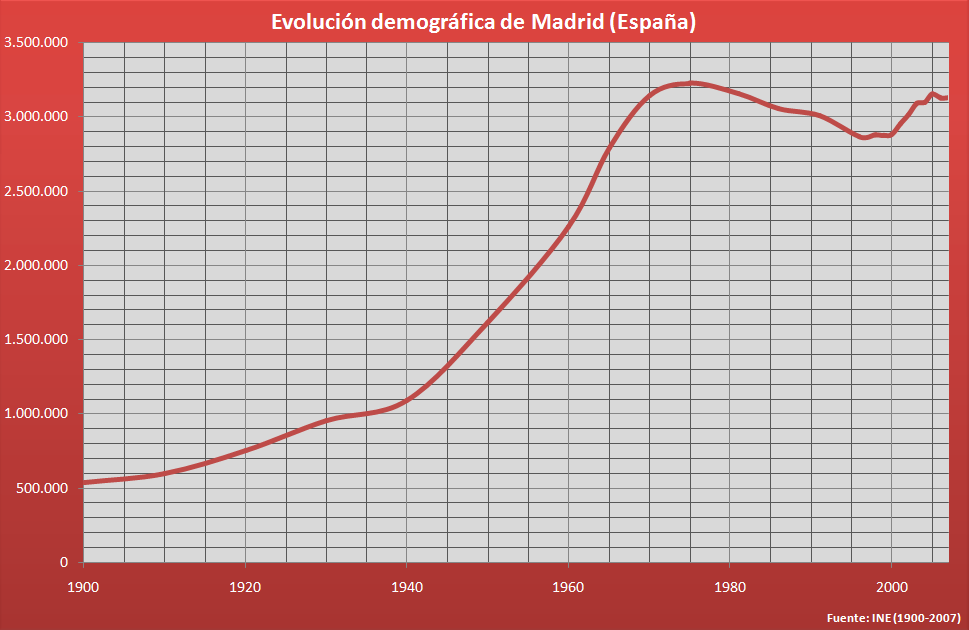
Evolució demogràfica de Madrid durant el període: 1900-2005.

L'Eixample de Madrid (conegut també com a Pla Castro) és un pla d'eixample realitzat a Madrid a mitjans del segle xix. La denominació Pla Castro la va rebre en honor de Carlos María de Castro, un dels urbanistes madrilenys promotors del projecte. La idea d'acomodar el creixement ordenat de la ciutat a una separació de barris per classes socials era una idea subjacent.

## Història
Encara que l'eixample tingués una data d'inici, respon a la necessitat d'adequar la ciutat de Madrid al creixement de població esdevingut durant el segle xix. L'eixample va donar lloc a la nova construcció de barris en la perifèria del nucli urbà existent abans de 1800. L'eixample no va néixer tan sols per la necessitat d'una urbs més industrial i mercantil.

### Motivació de l'eixample
La ciutat de Madrid ha tingut diversos creixements de població. Una de les primeres crescudes de població fou en 1561 quan es trasllada la Cort des de Toledo a Madrid. Al començament del segle xix la ciutat de Madrid tenia uns 220.000 habitants, xifra que arribaria a 300.000 a la fi de la dècada de 1850. El ritme creixent de població a la Capital espanyola obligava a planificar un creixement. La desamortització de Mendizabal va fer que fos possible reacomodar l'espai de les esglésies enderrocades per crear nous habitatges que donessin acollida a la creixent població madrilenya. No obstant això, aquest creixement es trobava constret per la tanca construïda de Felip IV en 1625. La muralla va ser construïda amb motius més fiscals i sanitaris que defensius. La muralla normalitzava fins on havia arribat Madrid i fins on no havia de seguir. Un dels primers projectes d'eixample es va presentar el 1787 i es deu a Gaspar Melchor de Jovellanos que presentarà al comte de Floridablanca un projecte denominat creixement de les posades secretes amb l'objecte d'evitar les cases falses.

### Pla de Castro
L'eixample de Madrid es va iniciar en 1846 per decisió del ministre Pidal i la constitució d'una societat anònima. El 1846 Juan Merlo va presentar un nou projecte que va ser rebutjat per l'ajuntament (en Mesonero Romanos). Els Eixamples que presenta Carlos María de Castro es divideixen en grans barris, al mateix temps que determina nombroses reformes als barris existents. El pla d'eixample s'inspira en els plans urbanístics de Haussmann a París. El pla proposa un augment de gairebé dos milers d'hectàrees al nord i nord-oest de la ciutat. El 19 de juliol de 1860 s'aprova el "Pla Castro" per a l'eixample de Madrid. Aquest desenvolupament pren com a punt de partida procedeix de Puerta del Sol. El desenvolupament de l'eixample s'orienta cap al Nord de la ciutat, l'àrea queda limitada en el seu perímetre per una xarxa viària coneguda com les "Rondes" i que en l'actualitat es componen del passeig de Reina Victoria i els carrers Raimundo Fernández Villaverde, Joaquín Costa, Francisco Silvela i Doctor Esquerdo.

### Desenvolupament
Les crítiques vindrien de Fernandez de los Ríos la idea dels quals era la de buidar la Puerta del Sol creant diversos centres o places en la perifèria de Madrid. La seva preocupació per la comunicació entre diverses àrees era igual d'important que el propi "eixample".

## Conseqüències de l'eixample
Un dels primers barris creats per l'Eixample va ser el d'Argüelles. Els eixamples donaven lloc a un major consum d'aigua, amb el que va fer que fos possible el protagonisme de la canalització d'aigua que estava ideada pel Canal d'Isabel II. L'eixample va protagonitzar un major tràfic d'enllaç mitjançant tramvia. Un dels efectes més visibles va ser la necessitat de comunicar dos barris com el de Salamanca i Argüelles mitjançant la Gran Via.